# (4282) Endate
(4282) Endate es un asteroide perteneciente al cinturón de asteroides, descubierto el 28 de octubre de 1987 por Seiji Ueda y el astrónomo Hiroshi Kaneda desde el Kushiro Marsh Observatory, Hokkaido, Japón.

## Designación y nombre
Designado provisionalmente como 1987 UQ1. Fue nombrado Endate en honor al astrónomo japonés Kin Endate, descubridor de asteroides.